# Limérion
Limérion är en ort i Grekland.   Den ligger i prefekturen Nomós Evrytanías och regionen Grekiska fastlandet, i den centrala delen av landet, 220 km nordväst om huvudstaden Aten. Limérion ligger 808 meter över havet och antalet invånare är 239.
Terrängen runt Limérion är kuperad åt sydväst, men åt nordost är den bergig. Runt Limérion är det mycket glesbefolkat, med 6 invånare per kvadratkilometer. Närmaste större samhälle är Ágrafa, 12,5 km nordost om Limérion. I omgivningarna runt Limérion växer i huvudsak blandskog.